# Église Saint-Marc de Saint-Marc-sur-Seine
L'église Saint-Marc est une église romane située à Saint-Marc-sur-Seine, en Côte-d'Or (Bourgogne-Franche-Comté) dont la construction initiale remonte au XVe siècle.

## Localisation
L'église Saint-Marc (IGPC 1990) est construite sur le versant gauche de la vallée de la Seine, au-dessus du village.

## Historique
La construction de l’église remonte au XVe siècle. Au XVIIIe siècle les contreforts du chevet ne résistent plus à la poussée de la voûte. L'étayage consistera en d'impressionnants arcs-boutants construits au-dessus du chemin de la cure longeant l'abside en s'appuyant sur un talus qui domine la pente du terrain.

## Architecture et description
L'église à nef unique voutée est en pierre calcaire et moellons. Il est recouvert  d’un toit à longs pans en tuiles plates.
Le bâtiment actuel est composé de deux parties : la nef a été remaniée et il est notable sur les vues aériennes qu'elle n'est plus alignée avec le chœur. Le clocher rectangulaire, couvert d'un toit en pavillon, se dresse au raccord des deux bâtiments, aligné sur le chœur de même époque.

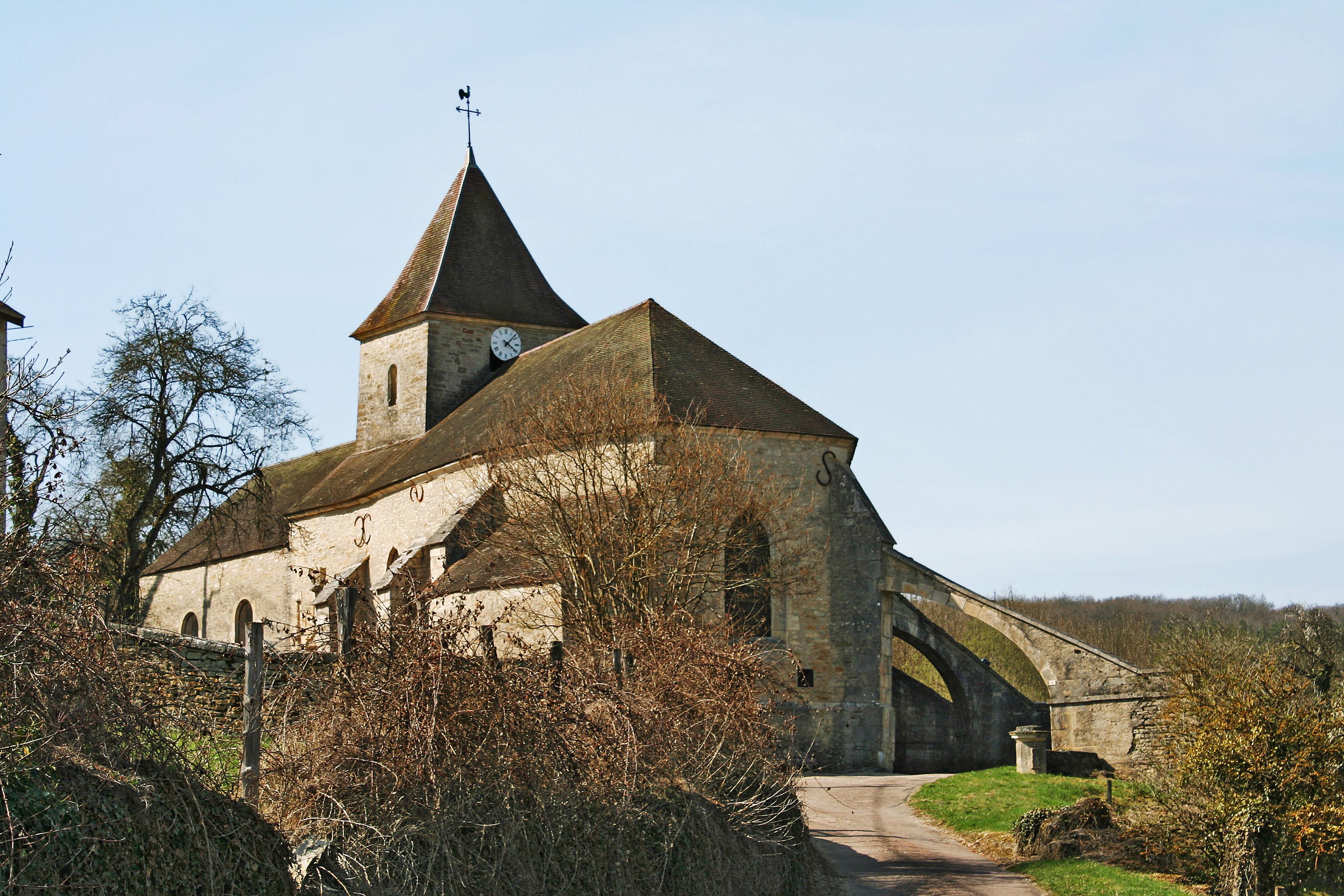
L'église à flanc de colline domine le village.
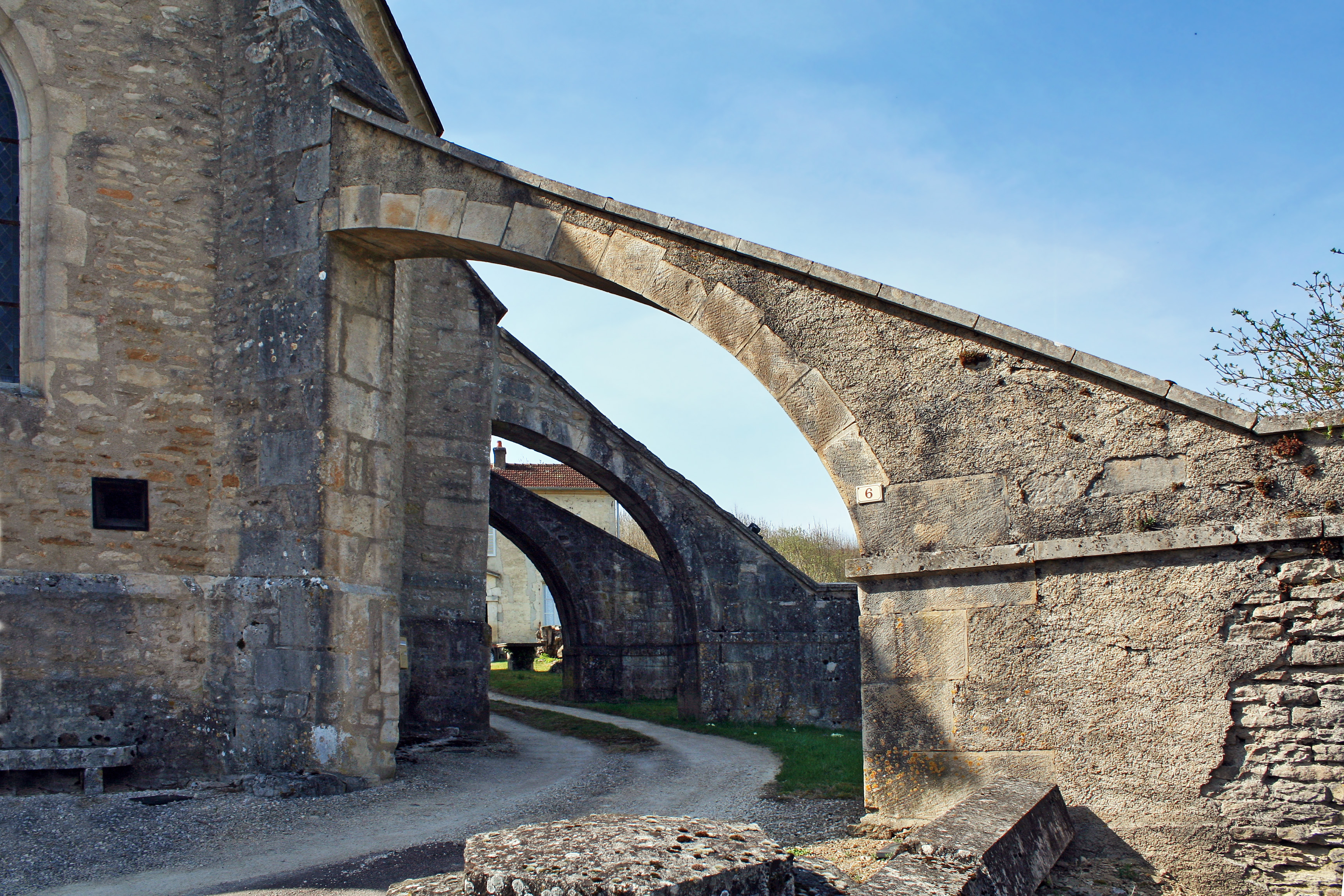
Arcs-boutants très "aériens".
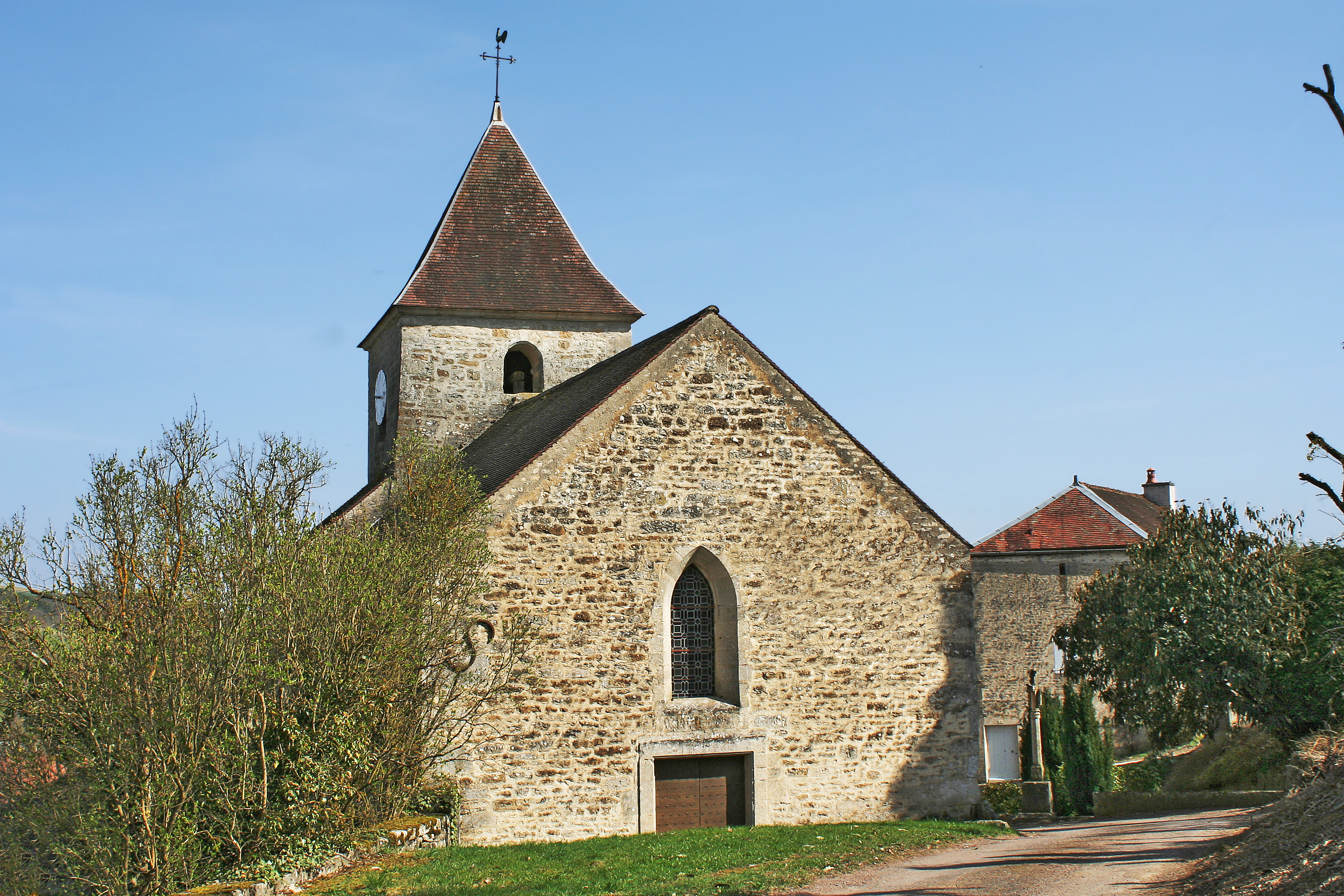
Façade et entrée ouest.

## Mobilier
L'intérieur renferme plusieurs œuvres d'art dont un retable et deux statues en pierre polychrome du XVIe siècle, des chapiteaux sculptés et un très rare banc monté sur un coffre avec accoudoirs et fronton sculpté faisant office de stalle  Classé MH (1992).